# 八吉境關帝廳
八吉境關帝廳為臺南市中西區的一座廟宇，主祀關聖帝君並供奉馬使。關帝廳為一間二進，「一廳一拜亭」的格局，為規模略小之廟宇。廳內有數個歷史古匾和潘麗水的彩繪作品。廟方主動提報歷史建築，並於2012年公告登錄。
廟方於2014年6月報請文資處自行修復，以藝術修復的手法整修廟內的浮雕、彩繪和畫作。修復的門神及彩繪曾於2017年7月出現在大阪關西機場的行李手推車廣告，以推廣台南觀光。

## 沿革
八吉境關帝廳的歷史可追溯至清康熙年間，原建於台灣巡道署左畔（今永福國小附近），為台灣巡道署官吏祭拜關帝而建造之廟宇，以區別明鄭時期所建的祀典武廟，故亦稱道署關帝廳。清領時期最初所建的關帝廟為後甲關帝廳，後來因其路途遙遠，便建了八吉境關帝廳。
歷經拆遷和改建，日治時期因1929年市區改正而遷至末廣町二丁目110番地現址，並合祀講古腳觀音閣觀世音菩薩、八吉境東轅門土地公廟福德正神。戰後於1948年和1971年進行全殿整修，1977年舉行慶成醮。2014年八吉境道署關帝廳再次進行整修，2016年6月27日入火安座，西元2018年12月啟建戊戌年金籙慶成祈安三朝建醮大典。

## 藝術特色
- 乾隆44年（1779年）之匾額「浩浩其天」
- 鎮殿泥塑關帝神像
- 潘麗水所做之彩繪
- 潘春源、李璋琪所作之書法牆飾
- 朱玖瑩所題、黃國書所作之對聯

## 交誼境
祀典大天后宮、台北敬義堂、關帝廳境馬兵營寧南坊保和堂、豁落院仁慈堂、二府口福安宮、台南敬靈堂、八吉境重慶寺、八吉境五帝廟、八吉境下太子昆沙宮、八吉境總趕宮、八吉境檨仔林朝興宮馬兵營保和宮、八吉境興南宮

## 鄰近景點
- 林百貨
- 台南市美術館
- 中西區永福國小
- 臺南永福路孫宅
- 蝸牛巷
- 八吉境總趕宮

## 圖集

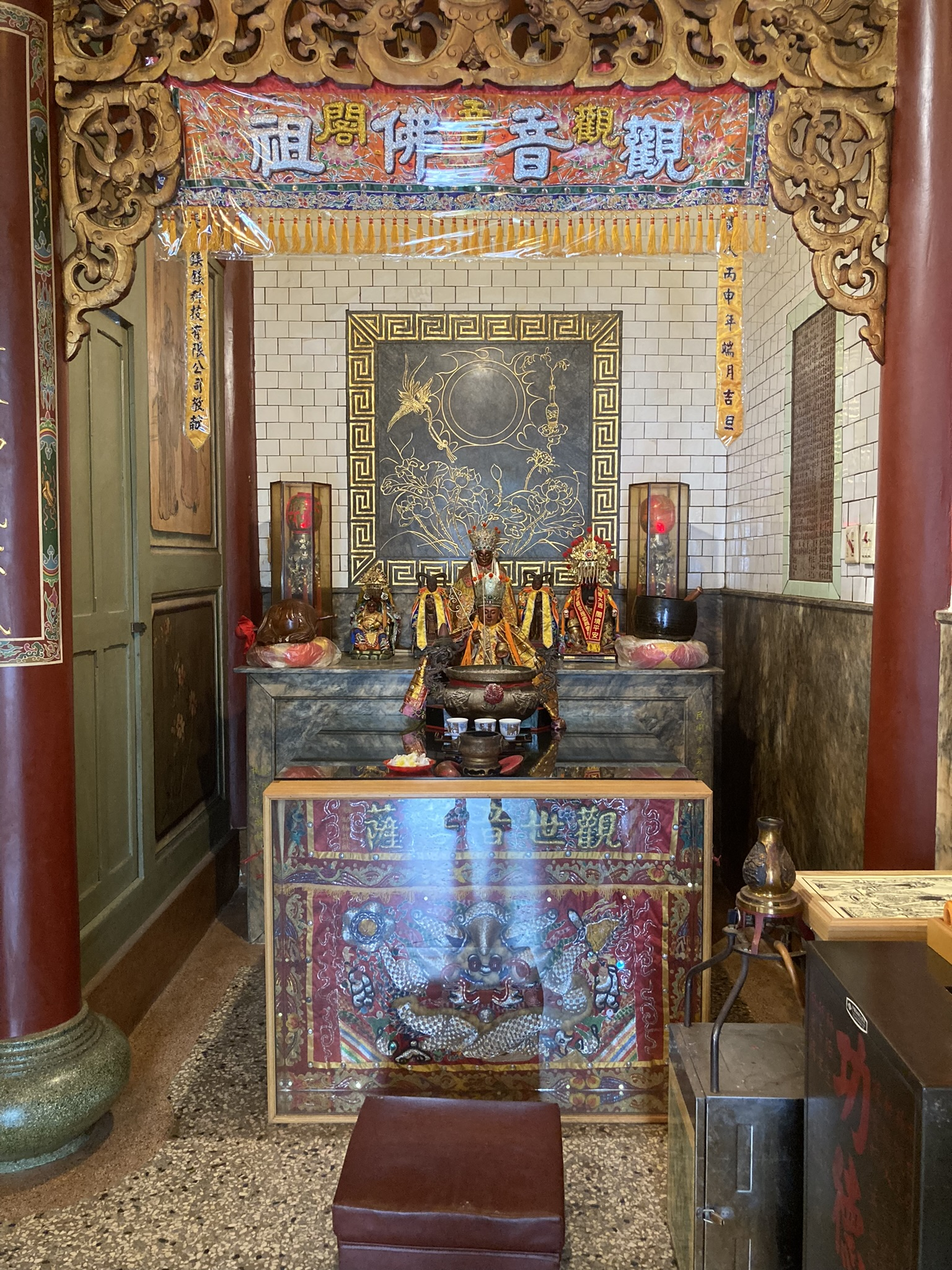
王堤塘講古腳觀音閣觀音佛祖
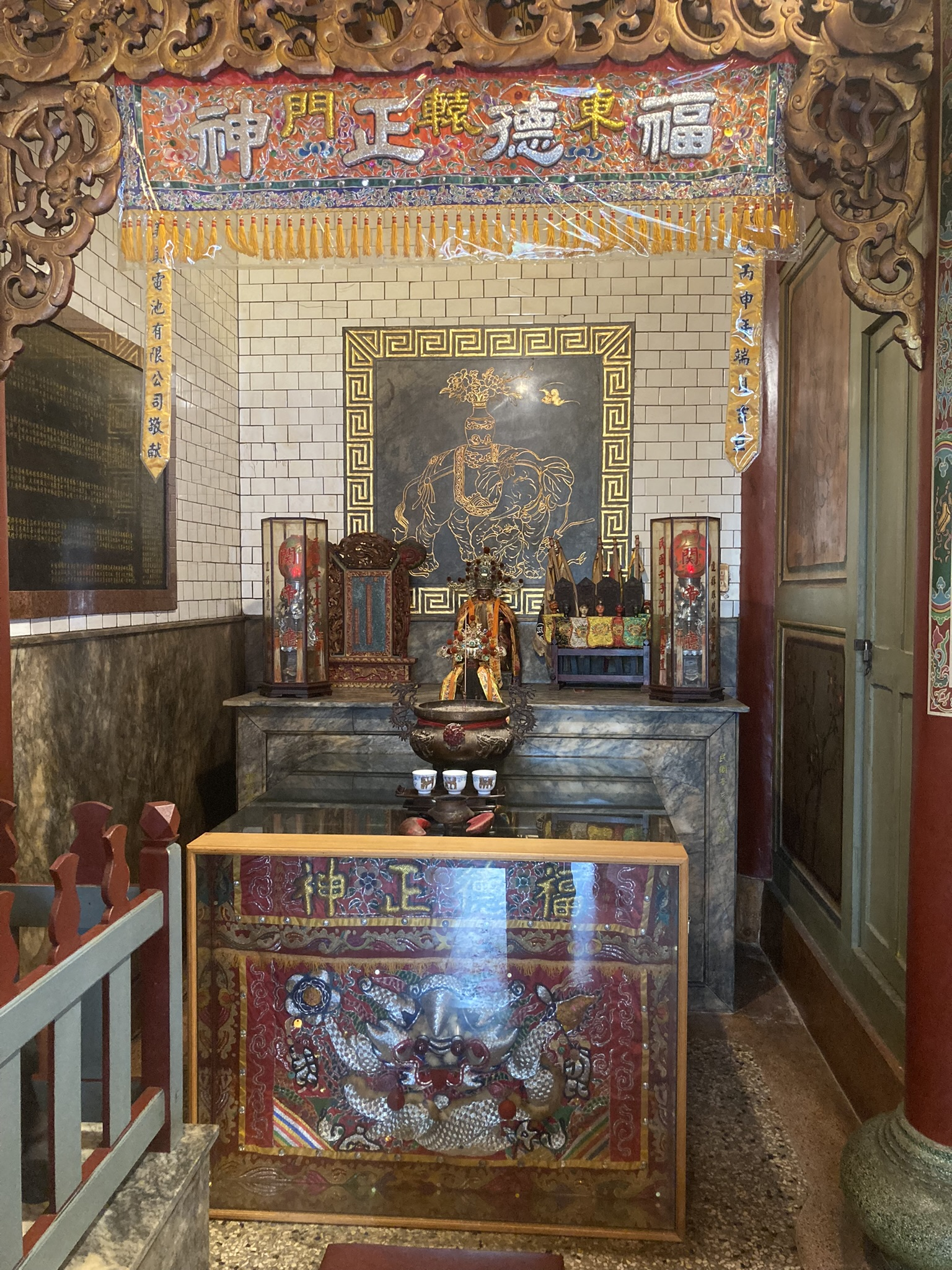
東轅門土地公廟福德正神
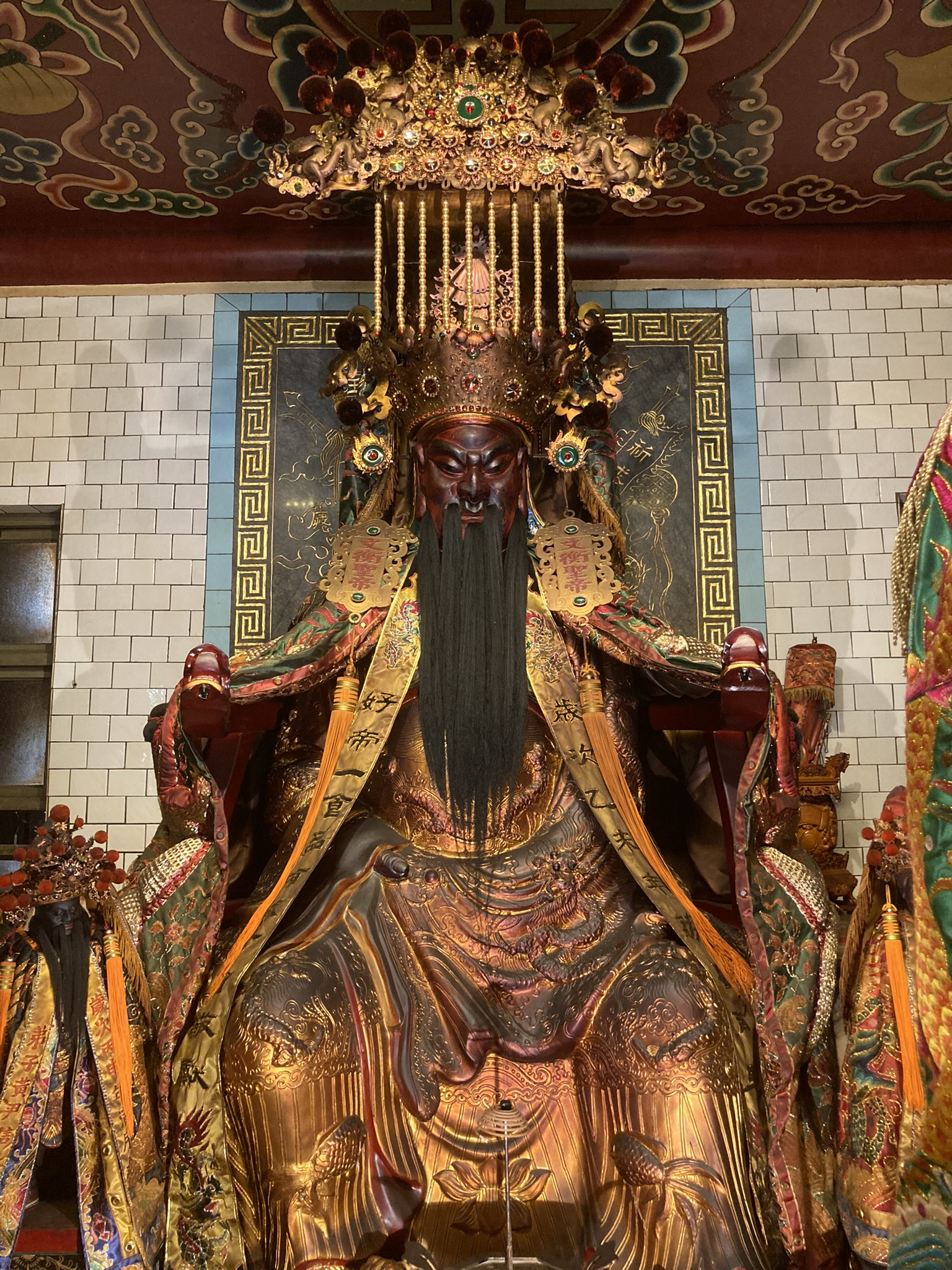
鎮殿泥塑神像

## 外部連結
- 臺南八吉境道屬關帝廳 Facebook